# Rouvray-Catillon
Rouvray-Catillon är en kommun i departementet Seine-Maritime i regionen Normandie i norra Frankrike. Kommunen ligger i kantonen Forges-les-Eaux som tillhör arrondissementet Dieppe. År 2022 hade Rouvray-Catillon 226 invånare.

## Befolkningsutveckling
Antalet invånare i kommunen Rouvray-Catillon
| Referens: INSEE |